# Chico 50 Anos
Chico 50 Anos é uma coletânea de 5 discos de Chico Buarque, lançada em 1994 pela Polygram Philips. A coletânea divide os discos através de 5 diferentes temas de suas músicas:
- Chico 50 Anos: O Político
- Chico 50 Anos: O Trovador
- Chico 50 Anos: O Amante
- Chico 50 Anos: O Cronista
- Chico 50 Anos: O Malandro